# 盘舌蟾科
盘舌蟾科（学名：Discoglossidae）是两栖纲无尾目的一个科，现存3属11种，有的时候也将铃蟾属划归本科，分布于西欧和北非地区。盘舌蟾舌头成圆盘状，不能伸出，故名。

## 下属分类
本科包括以下属：
- 产婆蟾属 Alytes 
  - 西班牙产婆蟾（Alytes cisternasii）
  - 贝特克产婆蟾（Alytes dickhilleni）
  - 摩洛哥产婆蟾（Alytes maurus）
  - 马略卡产婆蟾（Alytes muletensis）
  - 产婆蟾（Alytes obstetricans）
- 盘舌蟾属 Discoglossus 
  - 伊比利亚盘舌蟾（Discoglossus galganoi）
  - 西班牙盘舌蟾（Discoglossus jeanneae）
  - 科西嘉盘舌蟾（Discoglossus montalenti）
  - 绣锦盘舌蟾（Discoglossus pictus）
  - 撒丁盘舌蟾（Discoglossus sardus）
- 拉托娜蟾屬 Latonia 
  - 巴勒斯坦油彩蛙 （Latonia nigriventer）